# Giacomo Lercaro
Giacomo Lercaro (Quinto al Mare, 28 oktober 1891 - Bologna, 18 oktober 1976) was een Italiaans geestelijke en kardinaal van de Rooms-Katholieke Kerk.

## Levensloop
Lercaro werd geboren als de achtste van negen kinderen. Twee van zijn broers zouden eveneens een religieus leven kiezen. Van 1902 tot 1914 doorliep hij het seminarie in Genua. Hij werd op 25 juli 1914 tot priester gewijd. Even later vertrok hij naar Rome om aldaar te studeren aan het Pauselijk Bijbel Instituut. Toen Italië betrokken raakte in de Eerste Wereldoorlog zag Lercaro zich gedwongen als aalmoezenier dienst te nemen in het Italiaanse leger. In 1917 werd hij prefect van het seminarie in Genua, waarvan zijn oudere broer Amedeo inmiddels rector was. Hij doceerde er theologie, Bijbelexegese en patristiek. In 1927 werd hij leraar catechese aan een middelbare school. Hij raakte betrokken bij allerlei jongerenbewegingen en ontwikkelde zich tot een groot tegenstander van het fascisme. Tijdens de Tweede Wereldoorlog bood hij hulp aan vervolgde, met name joodse, landgenoten.
Lercaro's eveneens uitgesproken afkeer van het communisme droeg ertoe bij dat paus Pius XII hem achtereenvolgens benoemde tot aartsbisschop van Ravenna en Bologna, steden waar - na de oorlog - de communisten het stadsbestuur bepaalden. Tijdens het consistorie van 12 januari 1953 nam Pius hem op in het College van Kardinalen. Hij kreeg de Santa Maria in Traspontina als titelkerk. In deze jaren raakte hij bevriend met Angelo kardinaal Roncali, de latere paus Johannes XXIII. Tijdens zijn episcopaat in Bologna deed Lercaro zich gelden als een pleitbezorger voor de armen. Hij nam Bolognese wezen op in zijn aartsbisschoppelijk paleis. Hij werd voorafgaand aan het Conclaaf van 1958 gezien als "papabile", maar zijn visies waren vermoedelijk te liberaal voor de meeste van zijn collegae en zijn vriend Roncalli werd gekozen.
Tijdens het Tweede Vaticaans Concilie was Lercaro een van de voorzitters en de belangrijkste kracht achter de liturgische hervormingen. Hij was bij het Conclaaf van 1963 opnieuw een van de papabili, maar de kieskardinalen gaven de voorkeur aan Giovanni Battista Montini. In 1968 kreeg hij op grond van zijn leeftijd ontslag als aartsbisschop. Hij was in die zin een van de eerste "slachtoffers" van het in het motu proprio Ecclesiae Sanctae geformuleerde principe dat (aarts)bisschoppen voortaan gehouden waren om op hun vijfenzeventigste verjaardag vrijwillig hun ontslag aan te bieden. In het geval van Lercaro wachtte paus Paulus VI dit vrijwillige verzoek tot ontslag niet af. Lercaro las in L'Osservatore Romano van 12 februari 1968 dat de paus "vriendelijkerwijs het ontslag van Lercaro had aanvaard, op grond van diens leeftijd en slechte gezondheid" en dat zijn bisschop-coadjutor - Antonio Poma - nu zijn opvolger was.